# 埃尔讷维尔欧布瓦
埃尔讷维尔欧布瓦（法語：Erneville-aux-Bois，法語發音：[ɛʁnəvil o bwa]）是法国默兹省的一个市镇，位于该南部，属于科梅尔西区。

## 地理
埃尔讷维尔欧布瓦（48°44'33"N, 5°24'50"E）面积28.05 平方千米，位于法国大東部大區默兹省，该省份为法国西北部内陆省份，北与比利时接壤，西接马恩省和阿登省，南至上马恩省和孚日省，东临默尔特-摩泽尔省。
与埃尔讷维尔欧布瓦接壤的市镇（或旧市镇、城区）包括：维勒龙库尔、雄维尔-马洛蒙、桑皮尼附近格里莫库尔、大楠苏瓦、奥尔南河畔楠苏瓦、艾尔河畔圣欧班、萨尔马涅、库桑斯-莱特里孔维尔。
埃尔讷维尔欧布瓦的时区为UTC+01:00、UTC+02:00（夏令时）。

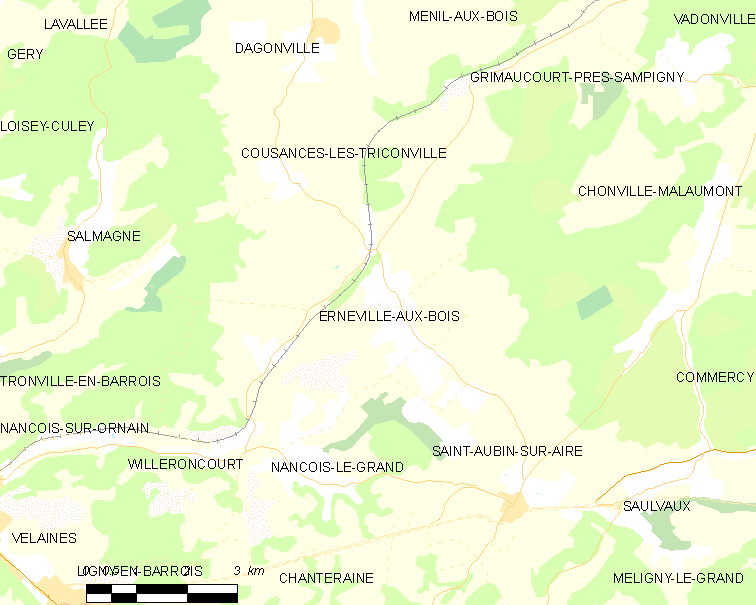
埃尔讷维尔欧布瓦的OSM定位图

## 行政
埃尔讷维尔欧布瓦的邮政编码为55500，INSEE市镇编码为55179。

## 政治
埃尔讷维尔欧布瓦所属的省级选区为沃库勒尔县。

## 人口

1962-2008年间埃尔讷维尔欧布瓦人口变化图示

埃尔讷维尔欧布瓦于2022年1月1日时的人口数量为146人。